# 高體鋸棘單棘魨
高體鋸棘單棘魨，為輻鰭魚綱魨形目鱗魨亞目單棘魨科的其中一種，為溫帶海水魚，分布於東印度洋澳洲南部及塔斯馬尼亞島海域，棲息深度可達140公尺，體長可達60公分，棲息在沿岸礁石區及河口區，生活習性不明。